# Somló Volán

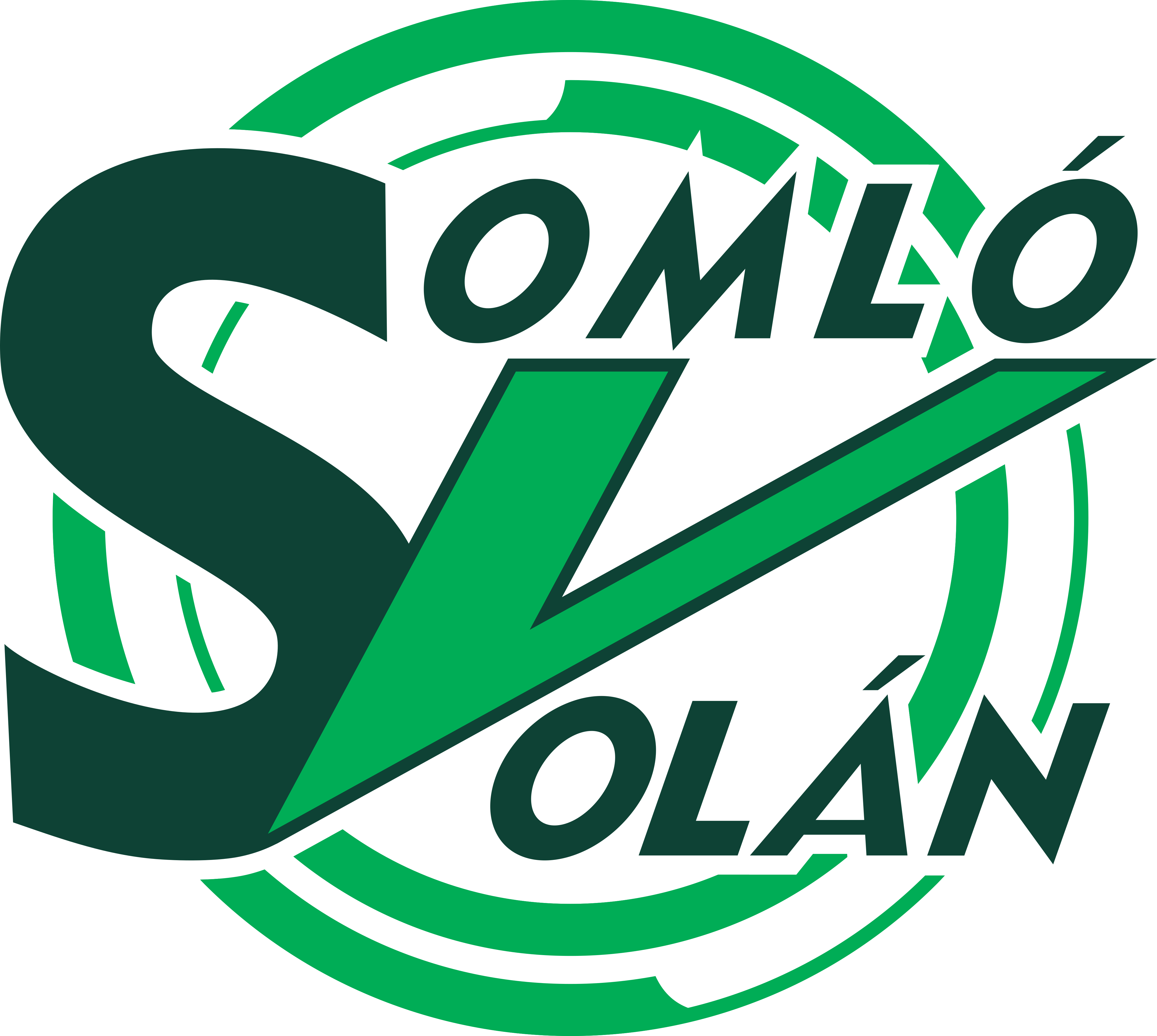
Somló Volán logo

A Somló Volán Közlekedési Zrt. 1998. január 1-én az Ajkai Volán Kft. általános jogutódjaként jött létre. A részvénytársasággá alakulást megelőzően az állami tulajdonosi jogokat gyakorló Állami Privatizációs és Vagyonkezelő Rt. döntése értelmében a Sümegi Volán Kft. és a Tapolcai Volán Kft. beolvadt az Ajkai Volán Kft-be.
2005. december 5-én a társaság zártkörűen működő részvénytársasággá alakult (Somló Volán Zrt.). 2015. január 1-én integrálódott a ÉNYKK Északnyugat-magyarországi Közlekedési Központba.

## Tulajdonosi szerkezet
A Somló Volán Zrt. 100%-os állami tulajdonú részvénytársaságként alakult. A tőkeemeléseket követően 2009.12.31-én az állami tulajdon aránya 97,35%, a részvények 2,65%-a pedig dolgozói tulajdonban van.

## Tevékenységi kör
A Somló Volán Zrt. alapvető tevékenységi körébe a menetrendszerű közúti, távolsági (helyközi) személyszállítás, a nem menetrendszerű közúti, távolsági személyszállítás és a menetrendszerű közúti helyi személyszállítás tartozik.
Fő működési területe Veszprém vármegye délnyugati térsége, amely Ajka, Tapolca, Sümeg, Devecser és Badacsonytomaj városokkal együtt 93 települést foglal magába. A három kistérségben (ajkai, tapolcai és sümegi) 53 település lakosszáma nem éri el az 500 főt, a zsáktelepülések száma 29. A térségre jellemző aprófalvas településszerkezet fokozott felelősséget ró a társaságra, hiszen a főbb útvonalaktól - legyen az közút, vagy vasút - elzárt településeken az autóbusz az egyetlen tömegközlekedési eszköz!
A megye többi Volán társaságával hálózatot alkotva a Somló Volán Zrt. a régió helyközi és távolsági közlekedésben is jelentős szerepet játszik. A társaság távolsági járataival csaknem valamennyi dunántúli megyeszékhely elérhető, Budapest irányába – érintve ezzel két megyeszékhelyet is - pedig naponta több járat is indul Ajkáról, Devecserből, Sümegről és Tapolcáról.
A társaság emellett Ajka város helyi járati közlekedését is biztosítja.
A működési terület vállalkozásai szívesen veszik igénybe a Zrt. személyszállítási járműveit dolgozóik munkába szállítására is. Emellett 19 térségi önkormányzattal közvetlen szerződéses kapcsolat biztosítja a lakosság magasabb szintű ellátását.
A társaság különjárati célra is felkészített autóbuszait Veszprém megye idegenforgalmi szervezetei mellett, számos budapesti utazási iroda is szívesen veszi igénybe. Így a Somló Volán Zrt. autóbuszai Európa valamennyi országába elviszik az utazni vágyókat.
Alapvető feladatai mellett - a helyi adottságok és vevői igények figyelembevételével - a társaság belkereskedelmi szolgáltatást (gázolaj, anyag és alkatrész értékesítést) és ipari tevékenységeket (műszaki szolgáltatások) is végez. A társaság ajkai műszaki telephelyén vállalja: személy és haszonjárművek műszaki vizsgára történő felkészítését és időszakos műszaki vizsgáztatását, gépjárművek környezetvédelmi vizsgálatát, gépjárművek hibafeltárását, egyes diagnosztikai berendezések vizsgálatát, hibaelhárítását, haszonjármű légfékrendszerek vizsgálatát, tachográf beépítését, időszakos vizsgálatát, egyéb járműjavítási szolgáltatásokat.
A társaság hatékonyabb gazdálkodása érdekében, a Somló Volán 2006 Kft. megalakításával megkezdte a járműjavítási üzletág leválasztását, annak piaci körülmények közötti működtetését. Az ipari tevékenységet végző Kft. készen áll a nagyjavítások fogadására is.
A Zrt. működése szempontjából meghatározó jelentőségű árbevétel ért el telephelyén és fiók-telepein lévő 3 üzemanyagkútja (8400 Ajka, Hársfa u. 7. - AVIA kút, 8300 Tapolca, Keszthelyi út 43., 8330 Sümeg, Rendeki út, 0200 hrsz.) révén.

## Teljesítményadatok
A Somló Volán Zrt. 2009-ben 12,1 millió utas közúti közösségi közlekedését biztosította. Működéséből ezen időszakban 3,6 milliárd forint nettó árbevétele keletkezett, amelynek
54,8%-át az autóbusz-közlekedési tevékenység adta. A Somló Volán Zrt. 140 db autóbusszal végzi személyszállítási tevékenységét.

## Járműpark
A Somló Volán Zrt. 143 db autóbuszt üzemeltet, melyek átlagéletkora 2010. december 31-én 10,8 év volt. Ajka város helyi közlekedését 12 db autóbusz, a helyközi közlekedést pedig 131 autóbusz biztosítja.[forrás?]

### Helyközi buszok
- 10 Ikarus 260 szólóbusz (1985-1986., 1988., 1992., 1998.)
- 1 Ikarus 280 csuklósbusz (1994.)
- 13 Ikarus 256 szólóbusz (1986-1990., 1997-1998.)
- 6 Ikarus 266 szólóbusz (1987., 1989.)
- 1 Ikarus 250 szólóbusz (1988.)
- 7 Ikarus 415 szólóbusz (1995., 1997., 1999., 2002.)
- 1 Ikarus E94 szólóbusz (1997.)
- 5 Ikarus C56 szólóbusz (1999-2000.)
- 2 MAN SL 283 szólóbusz (2001., 2003.)
- 2 Credo IC 11 szólóbusz (2002.)
- 1 Ikarus E94F szólóbusz (2004.)

B* 9 Credo EC 11 szólóbusz (2004-2005.)
- 34 Credo EC 12 szólóbusz (2006-2009.)
- 3 Volvo Alfa Regio B12B szólóbusz (2007-2008.)
- 1 Renault Master mikrobusz (2000.)

### Távolsági buszok
- 1 Ikarus 365 (1988.)
- 1 Ikarus 396 (1992.)
- 13 Ikarus E395 (1994-1997.)
- 2 Ikarus 386 (1996.)
- 10 Ikarus E95 (1997-2002.)
- 1 Ikarus EAG E98 (2001.)
- 5 Credo LC 9,5 (2001., 2003.)
- 2 Credo LH 12 (2010-2011.)

### Ajka helyi buszok
- 2 Ikarus 280 csuklósbusz (1988.)
- 7 Ikarus 260 szólóbusz (1986., 1988-1989., 1993., 1996., 1998.)
- 1 MAN SL 222 szólóbusz (2001.)
- 2 Ikarus E94 szólóbusz (2011.)

## Külső hivatkozások
- Somló Volán Zrt.